# 本土主义

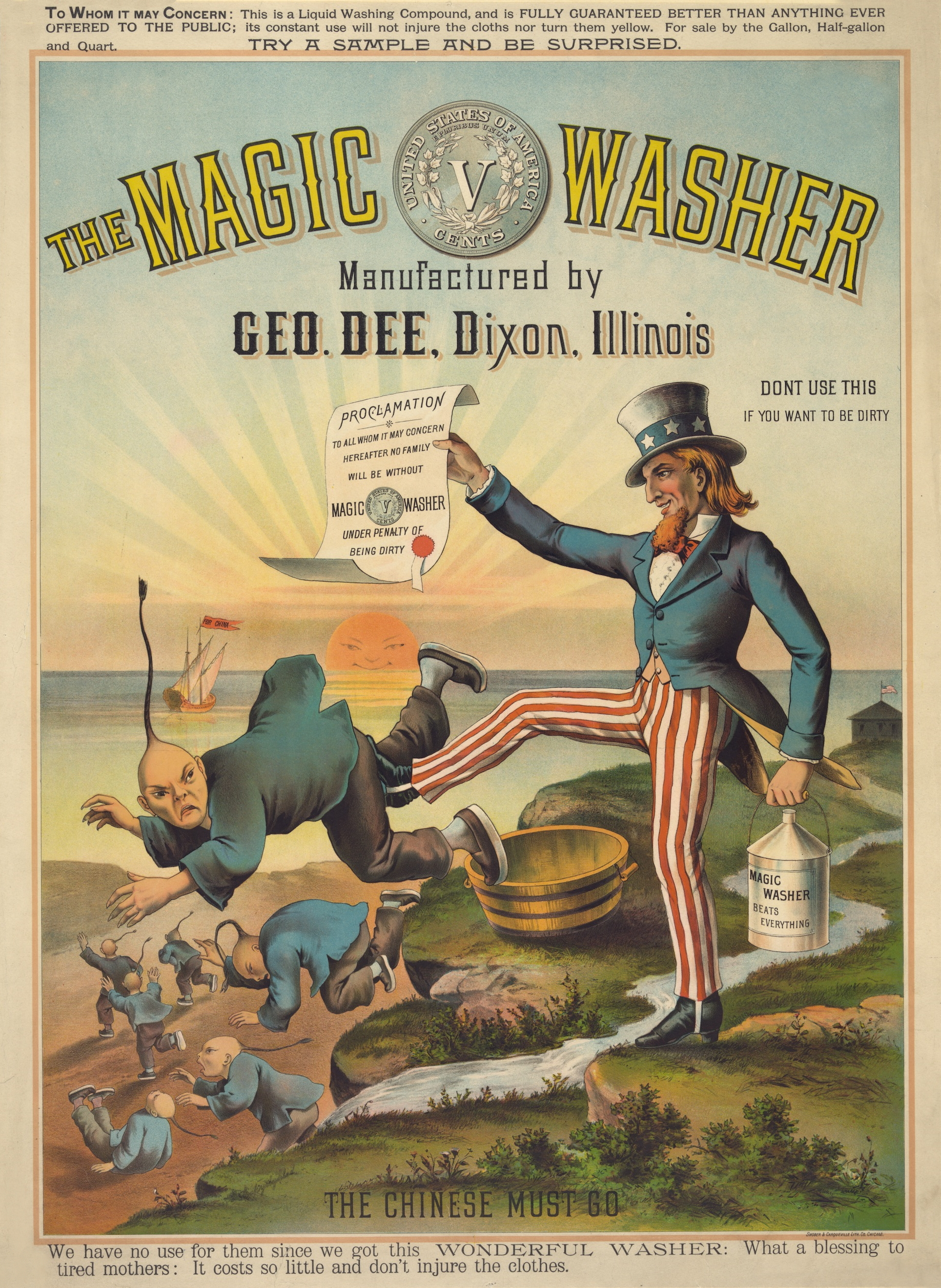
十九世紀美國描述山姆大叔對華人的種族主義政治諷刺漫畫，與排華移民法有關。

本土主义（英語：Nativism），在中国大陆又称排外主义，是指對外國人與外國製的商品、思想有排斥的思想傾向。
中国的义和团运动就是一个排外主义事件。排外主义與種族歧視有明顯的分別：種族歧視是指因為其種族異同而不公平對待，排外主义則是有各種經濟及文化保護的考量在內，未必是歧視其他種族的人。

## 關聯項目
- 仇恨言論
- 仇恨犯罪
- 移民
- 本土自治
- 沙文主義

## 腳註
1. 1 2  李华驹. . 中国人民大学出版社. 2005-04.
2. ↑  .   [2023-03-11].

## 外部連結
- 欧州で勢いを増す反移民感情・極右発言 （页面存档备份，存于） - スラヴォイ・ジジェク、デモクラシー・ナウ、2010/10/18